# Împăratul Vrăjit
Împăratul Vrăjit (în engleză The Emperor's New Groove) este un film de animație din 2000, produs de Walt Disney Feature Animation și lansat inițial de Walt Disney Pictures. Premiera românească a avut loc pe 13 aprilie 2001, în varianta subtitrată, de asemenea fiind disponbil și pe DVD din septembrie 2008. În limba română vocile aparțin lui Dan Helciug și lui Dan Bittman. 